# Список настоятелей Троице-Сергиевой лавры
Список настоятелей Троице-Сергиевой лавры

## Список

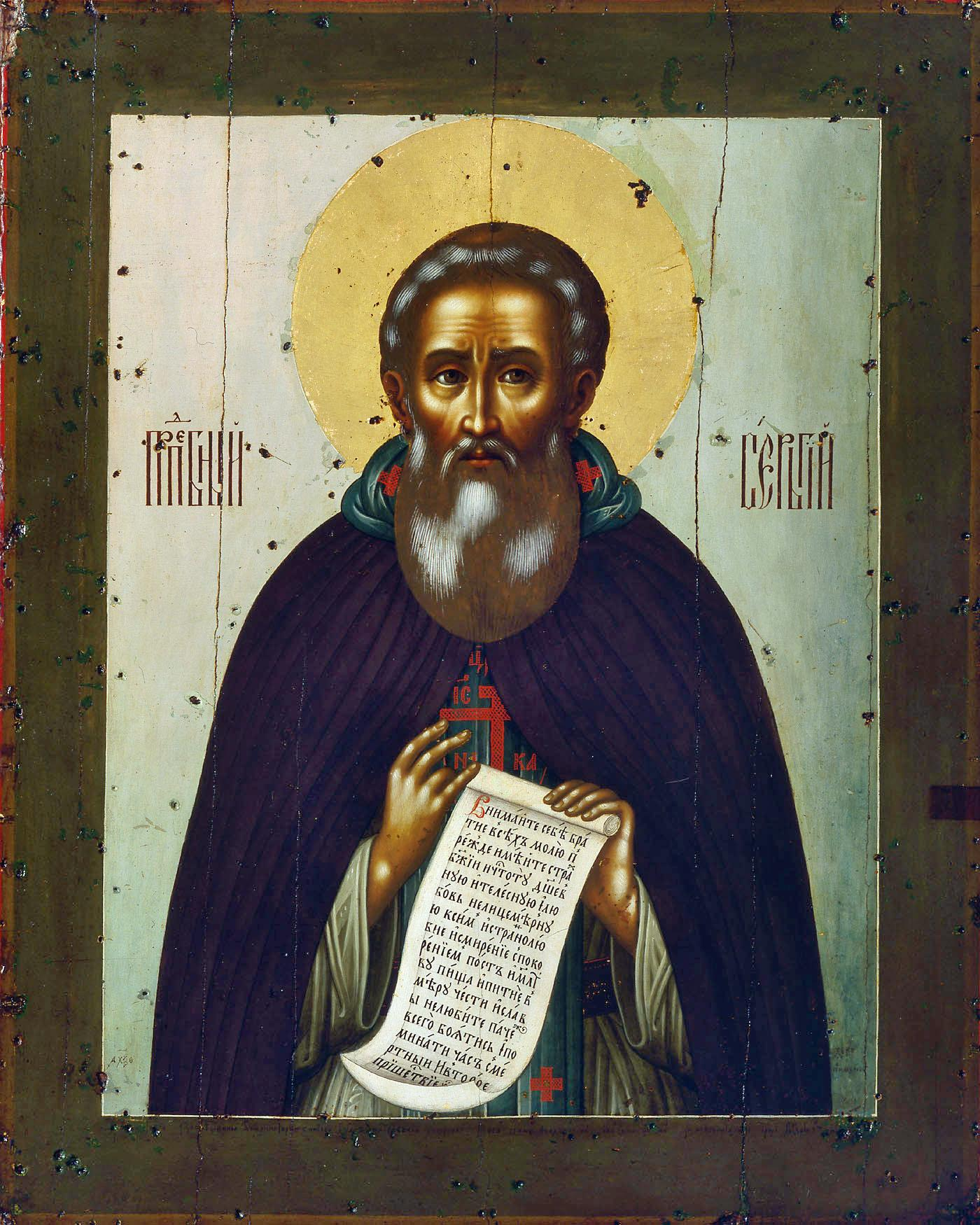
Сергий Радонежский

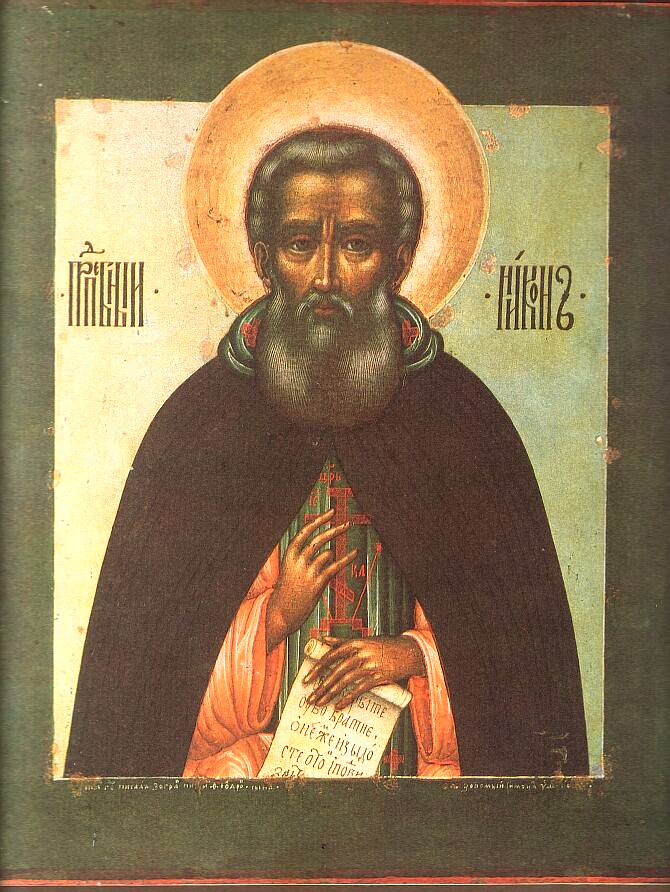
Никон Радонежский

Вековые рамки даются по времени начала правления.

### Игумены

#### XIV век
- 1344—1392 —  Сергий Радонежский
- 1392 —  Никон Радонежский
- 1392—1398 —  Савва Звенигородский
- 1398—1426 — Никон Радонежский

#### XV век
- 1429—1432 — Сава II
- 1432—1443 — Игумен Зиновий
- 1443—1445 — Игумен Геннадий (Саматов)
- 1445—1446 — Игумен Досифей
- 1447—1455 —  Мартиниан Белозерский
- 1455—1466 —  Вассиан (Рыло)
- 1467—1474 — Игумен Спиридон (†1475)
- 1474—1479 — Игумен Аврамий
- 1479—1482 — Игумен Паисий (Ярославов)
- 1482—1483 — Игумен Иоаким
- 1483—1487 — Игумен Макарий
- 1487—1489 — Игумен Афанасий (Сук)
- 1490—1495 — Игумен Симон (Чиж)
- 1495—1505 —  Игумен Серапион

#### XVI век
- 1506—1507 — Игумен Досифей II (Забела)
- 1508—1515 — Игумен Памва (Мошнин)
- 1515—1520 — Игумен Иаков (Кашин)
- 1521—1524 — Игумен Порфирий I
- 1525—1527 —  Преподобный Арсений (Сахарусов)
- 1528—1529 — Игумен Александр
- 1529—1539 —  Иоасаф I (Скрипицын)
- 1539—1541 — Игумен Порфирий II
- 1541—1543 — Игумен Алексий
- 1543 — Игумен Порфирий III
- 1543—1545 — Игумен Никандр
- 1545—1549 — Игумен Иона (Щелепин)
- 1549—1551 — Игумен Серапион II (Курцев)
- 1551—1552 — Игумен Артемий (Пустынник)
- 1552—1554 — Игумен Гурий (Лужецкий)
- 1554—1555 — Игумен Иларион Кирилловен
- 1555—1560 — Игумен Иоасаф II (Чёрный)

### Архимандриты

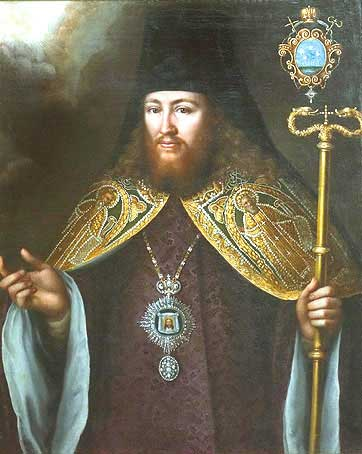
Гедеон (Криновский)

#### XVI век
- 1561—1562 — Архимандрит Елевферий
- 1562—1566 — Архимандрит Меркурий, Дмитровец
- 1566—1568 — Архимандрит Кирилл
- 1568—1569 — Архимандрит Памва
- 1569—1573 — Архимандрит Феодосий (Вятка)
- 1573—1575 — Архимандрит Памва (вторично)
- 1575—1577 — Архимандрит Варлаам I
- 1577—1584 — Архимандрит Иона II
- 1584—1588 — Архимандрит Митрофан Дмитровец
- 1588—1594 — Архимандрит Киприан Балахонец
- 1594—1605 — Архимандрит Кирилл II (Завидов)

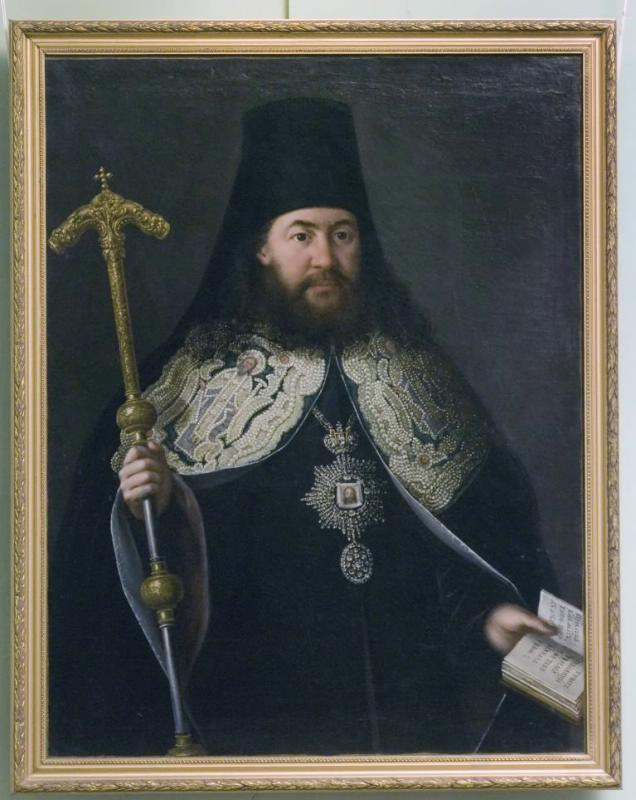
Лаврентий (Хоцятовский)

#### XVII век
- 1605—1610 — Архимандрит Иоасаф[1]
- 1610—1633 —  Архимандрит Дионисий Радонежский (Зобниновский)
- 1633—1640 — Архимандрит Нектарий (Вязмитин)
- 1640—1656 — Архимандрит Адриан
- 1656—1667 — Архимандрит Иоасаф II
- 1667—1674 — Архимандрит Феодосии II
- 1674—1694 — Архимандрит Викентий
- 1694—1697 — Архимандрит Иов
- 1697—1700 — Архимандрит Евфимий

#### XVIII век
- 1701—1704 — Архимандрит Иларион (Властевинский)
- 1704—1707 — Архимандрит Сильвестр (Холмский)
- 1708—1710 — Архимандрит Иоасаф III
- 1711—1718 — Архимандрит Георгий (Дашков)
- 1718—1721 —  Архимандрит Тихон (Писарев)
- 1722—1726 — Архимандрит Гавриил (Бужинский)
- 1726—1737 — Архимандрит Варлаам II (Высоцкий)
- 1737—1738 — Архимандрит Арсений (Воронов)
- 1739—1742 — Архимандрит Амвросий (Дубневич)
- 1742—1744 — Архимандрит Кирилл III (Флоринский)
- 1744—1752 — Архиепископ Арсений II (Могилянский)
- 1752—1758 — Архимандрит Афанасий (Вольховский)
- 1759—1761 — Архимандрит Гедеон (Криновский)
- 1761—1766 — Архимандрит Лаврентий (Хоцятовский)

### Ставропигиальный монастырь

#### Священноархимандриты

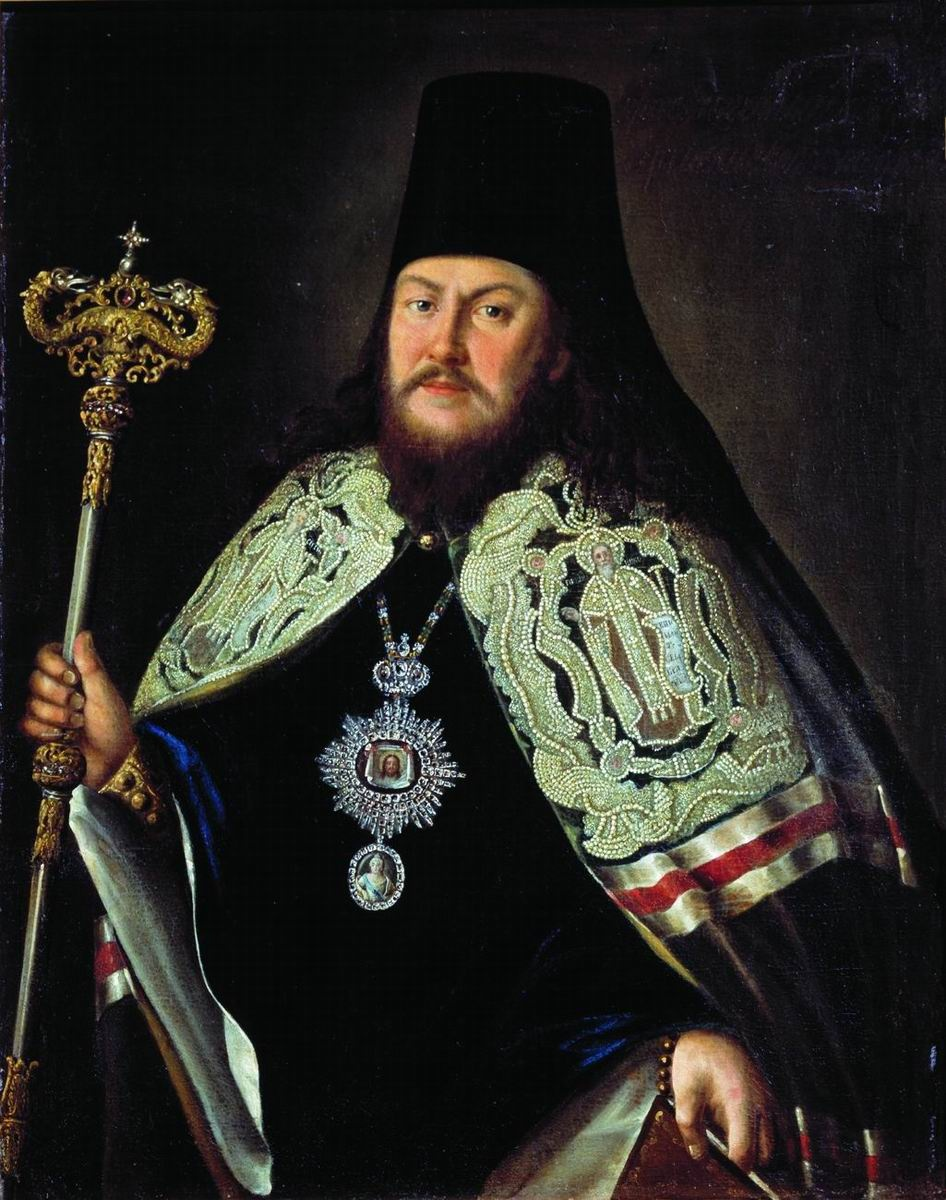
Платон (Левшин)

Предстоятели Русской православной церкви считаются главой лавры, однако параллельно существуют и наместники, см. раздел ниже.

##### XVIII век
- 1766—1812 — митрополит Платон

##### XIX век
- 1812—1819 — архиепископ Августин
- 1819—1821 — митрополит Серафим
- 1821—1867 — митрополит Филарет
- 1868—1879 — святитель Иннокентий
- 1879—1882 — митрополит Макарий
- 1882—1891 — митрополит Иоанникий
- 1891—1893 — митрополит Леонтий
- 1893—1898 — митрополит Сергий
- 1898—1912 — митрополит Владимир

##### XX век
- 1912—1917 — митрополит Макарий
- 1917—1919 — патриарх Тихон
- 1946—1970 — патриарх Алексий I
- 1971—1990 — патриарх Пимен
- 1990—2008 — патриарх Алексий II

##### XXI век
- с 2009 — патриарх Кирилл

#### Наместники

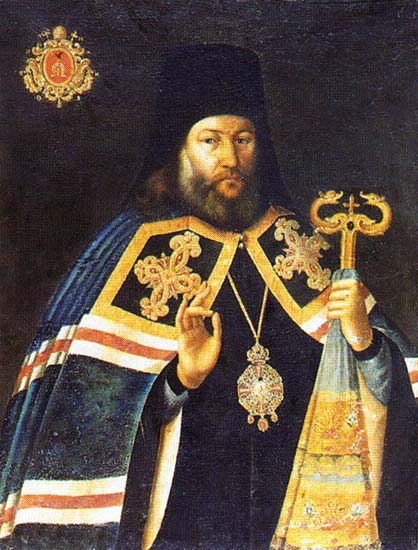
Феодосий (Янковский)

##### XVIII век
- 1739—1742 — иеромонах Антоний (Нарожницкий)
- 1743—1745 — иеромонах Феодосий (Янковский)
- 1745—1748 — архимандрит Иоасаф (Горленко)
- 1749—1753 — иеромонах Феофан Чарнуцкий
- 1753—1758 — иеромонах Кирилл Ляшевецкий
- 1758—1761 — иеромонах Гавриил (Петров-Шапошников)
- 1761—1763 — иеромонах Иннокентий (Нечаев)
- 1763 — иеромонах Платон (Левшин)
- 1763—1770 — иеромонах Иоанн (Черепанов)
- 1770—1775 — иеромонах Павел (Зернов)
- 1775—1782 — иеромонах Павел Пономарёв
- 1782—1783 — иеромонах Аполлос Байбаков
- 1783—1787 — иеромонах Мелхиседек (Михаил) Заболоцкий
- 1787—1792 — игумен Досифей (Ильин)
- 1793 — иеромонах Никанор (Николаев)
- 1793 — игумен Ефрем
- 1793—1795 — иеромонах Евлампий
- 1795—1800 — иеромонах Назарий (Никита) Романовский
- 1800 — Архимандрит Августин (Виноградский)

##### XIX век
- 1800—1803 — архимандрит Мелхиседек (Минервин)
- 1803—1810 — архимандрит Симеон (Крылов-Платонов)
- 1810—1814 — архимандрит Самуил (Запольский-Платонов)
- 1814—1818 — архимандрит Никанор (Клементьевский)
- 1818—1831 — архимандрит Афанасий (Фёдоров)
- 1831—1877 — архимандрит Антоний (Медведев)
- 1877—1891 — архимандрит Леонид (Кавелин)
- 1891—1904 — архимандрит Павел (Глебов)

##### XX век
- 1904—1915 — архимандрит Товия (Цымбал)
- 1915—1922 — архимандрит Кронид (Любимов)
- 1945—1946 — архимандрит Гурий (Егоров)
- 1946—1954 — архимандрит Иоанн (Разумов)
- 1954—1957 — архимандрит Пимен (Извеков)
- 1957—1965 — архимандрит Пимен (Хмелевский)
- 1965—1970 — архимандрит Платон (Лобанков)
- 1970—1972 — архимандрит Августин (Судоплатов)
- 1972—1982 — архимандрит Иероним (Зиновьев)
- 1982—1984 — архимандрит Евсевий (Саввин)
- 1984—1988 — архимандрит Алексий (Кутепов)[2]
- 1988—2019 — архиепископ Феогност (Гузиков)[3][4]

##### XXI век
- [5]2019—2020 — епископ Парамон (Голубка)[6]
- 2020 — 2023 — епископ Фома (Демчук)[7].
- с 2023 — епископ Кирилл (Зинковский)[5]